# Romildo (músico)
Romildo, nome artístico de Romildo Souza Bastos (Recife, 27 de dezembro de 1941 – Rio de Janeiro, 14 de maio de 1990) foi um compositor e cantor brasileiro.

## Biografia
Nascido na Ilha de Itamaracá, litoral do estado de Pernambuco, integrou a Ala de Compositores da Mocidade Independente de Padre Miguel. Foi considerado um dos compositores preferidos da cantora Clara Nunes, no qual gravou seus maiores sucessos como "Conto de Areia" e "Deusa dos Orixás", ambas em parceria com cantor e letrista paraense Toninho Nascimento. Foi produzido um documentário sobre a vida e a obra do compositor, intitulado "Cheio de Cantigas" em 1990, filmado e dirigido por Valter Filé, com produção do CECIP. Suas canções já foram gravadas por Elza Soares, Elizete Cardoso, Roberto Ribeiro, Jorginho do Império, entre outros.